# يوري ستيرن
يوري ستيرن (بالروسية: Юрий Штерн)‏ هو صحفي واقتصادي وسياسي إسرائيلي، ولد في 29 مارس 1949 بموسكو في روسيا، وتوفي في 16 يناير 2007 بالقدس في إسرائيل بسبب سرطان. حزبياً، نشط في إسرائيل بعالياه وحزب إسرائيل بيتنا. وقد انتخب عضو الكنيست ‏ (17 يونيو 1996 – 16 يناير 2007).